# Hugo Dollheiser
Hugo Dollheiser, né le 18 septembre 1927 à Duisbourg et mort le 7 octobre 2017, est un joueur allemand de hockey sur gazon.

## Carrière
Hugo Dollheiser évolue au Club Raffelberg Duisbourg avec lequel il remporte le Championnat d'Allemagne de l'Ouest en 1951 et en 1953, avec son frère Hans-Jürgen Dollheiser. Les deux frères jouent ensuite pour le Preußen Duisbourg ; Hugo Dollheiser rejoint ensuite l'Uhlenhorst Mülheim. 
Hugo Dollheiser compte 36 sélections en équipe nationale de 1952 à 1958. Il est quart-de-finaliste des Jeux olympiques d'été de 1952, vainqueur du Championnat d'Europe (non-officiel) de 1954  et médaillé de bronze des Jeux olympiques d'été de 1956.